# Podocarpus chingianus
Podocarpus chingianus — вид хвойних рослин родини подокарпових.

## Поширення, екологія
Країни поширення: Китай (провінції Цзянсу, Чжецзян). Росте в лісах і відкритих заростях, тобто вторинному лісі або чагарниковій рослинності. Діапазон висот від біля рівня моря до 1000 м, але це засновано на не більше двох (чи трьох) місцях, наведених в літературі. Мабуть дуже рідкісний.

## Використання
Використання не зафіксовано для цього виду.

## Загрози та охорона
Занадто мало відомо про цей таксон, крім очевидної рідкості, щоб оцінити його охоронний статус.